# Medov Dolac
Medov Dolac falu Horvátországban Split-Dalmácia megyében. Közigazgatásilag Lovrećhez tartozik.

## Fekvése
Splittől légvonalban 48, közúton 75 km-re keletre, Makarskától légvonalban 18, közúton 29 km-re északra, községközpontjától 8 km-re délkeletre a dalmát Zagora területén, Imotska krajina délnyugati részén, Dobrinčétől északnyugatra fekszik. Több településrészből áll, lényegi településközpont nélkül, melyek közül Matkovići, Mustapići, Vrdoljaci és Šimundići. Raosi és Šćurle a Vilinjak-hegy déli, napsütéses oldalán, Granići (Donji) és Brstili a Gradina-hegy délkeleti oldalán találhatók. Keletebbre helyezkedik el Džaje és Brstili-Tunjkići, végül keleten található Čaglji és Brstili-Jukušići. A településrészek az itt lakó családok neveit viselik.

## Története
A település neve mézvölgyecskét jelent, nevét az általánosan elfogadott magyarázat szerint onnan kapta, hogy az itteniek fő megélhetési forrása a múltban a méhészet, méztermelés volt. Szakemberek megjegyzik, hogy a Med a múltban személynév is volt, így hát nevét ilyen nevű birtokosáról is kaphatta. Területe már a történelem előtti időkben is lakott volt. Eddig feltáratlan barlangjaiban minden bizonnyal előkerülnek majd ennek bizonyítékai. A bronzkorból (i. e. 1600–1000) származik a szomszédos Grabovacon előkerült bronz szekerce. A vaskorban már az illírek egyik törzse a dalmaták lakták ezt a vidéket. Jelenlétükről számos halomsír és vármaradvány (Grad - Ivanova kula, Zagradac, a Granići feletti Gradina, Samograd), kerámiatöredék és emberi maradvány tanúskodik. A rómaiak a 10 körül szállták meg ezt a vidéket, de maradandó nyomot nem hagytak maguk után. A mai horvátok ősei a 7. században érkeztek ide, de a korai horvát állam területébe csak a 10. században tagozódott be a vidék Imota zsupánság részeként. A Horvát Királyság uralma kétszáz évig tartott, ezután a többi horvát területtel együtt a 12. század elején a magyar királyok fennhatósága alá került. A 14. században területe a nagy kiterjedésű radobiljai plébániához tartozott. Urai a Kurjaković és Nelipić, Šubić, Radošević és Kotromanić családok voltak. Miután 1409-ben Nápolyi László a horvátok által elismert horvát-magyar királyként százezer aranydukátért eladta, 1420-ra egész Dalmácia a Velencei Köztársaság uralma alá került. 1463-ban a török meghódította a szomszédos Boszniát, majd 1477-re ez a terület is az Oszmán Birodalom fennhatósága alá került. Ennek bizonyítéka az 1477-es török defter, melyben a mai Imotska krajina települései is szerepelnek. Ekkoriban ez a terület még gyéren lakott volt és többségben pásztoremberek lakták. Az 1699-es karlócai béke török kézen hagyta. Végleges felszabadulása csak az újabb velencei-török háborút lezáró pozsareváci békével 1718-ban történt meg. Medov Dolac első írásos említése 1711-ben a radolbiljai plébánia határainak leírásában történt, addig területét Gornji Zagvozdhoz számították. A velencei uralom néhány évtizede békésen telt a vidéken. 1717-ben Medov Dolac káplánt kapott, 1760-ban pedig felépítették a Szent Rókus templomot. A szőlőtermesztés kezdetei is erre az időszakra esnek. A velencei uralomnak 1797-ben vége szakadt és osztrák csapatok vonultak be Dalmáciába. 1806-ban az osztrákokat legyőző franciák uralma alá került, de Napóleon lipcsei veresége után 1813-ban újra az osztrákoké lett. 1834-ben megalapították plébániáját. A településnek 1857-ben 322, 1910-ben 741 lakosa volt. 1918-ban az új szerb-horvát-szlovén állam, majd később Jugoszlávia része lett. A háború után a szocialista Jugoszláviához került. A lakosság elvándorlása az 1960-as évektől vette kezdetét. 1991 óta a független Horvátországhoz tartozik. Az 1990-es évek óta lakossága rohamosan csökkent. 2001-ben a településnek 238 lakosa volt.

## Lakosság
| Lakosság változása | Lakosság változása | Lakosság változása | Lakosság változása | Lakosság változása | Lakosság változása | Lakosság változása | Lakosság változása | Lakosság változása | Lakosság változása | Lakosság változása | Lakosság változása | Lakosság változása | Lakosság változása | Lakosság változása | Lakosság változása |
| ------------------ | ------------------ | ------------------ | ------------------ | ------------------ | ------------------ | ------------------ | ------------------ | ------------------ | ------------------ | ------------------ | ------------------ | ------------------ | ------------------ | ------------------ | ------------------ |
| 1857               | 1869               | 1880               | 1890               | 1900               | 1910               | 1921               | 1931               | 1948               | 1953               | 1961               | 1971               | 1981               | 1991               | 2001               | 2011               |
| 322                | 557                | 428                | 497                | 599                | 741                | 1.075              | 562                | 824                | 725                | 675                | 721                | 536                | 382                | 238                | n. a.              |

## Nevezetességei
- Szent Rókus tiszteletére szentelt római katolikus plébániatemploma közvetlenül a régi templom mellé épült oly módon, hogy a két templom apszisa között belső kapcsolat van. A kőtömbökből és vasbetonból készült templom építése Danko Lendić építész tervei szerint 1982-ben történt. Szentélyét műanyagból készült kupola fedi. Az apszis falán Szent Rókus nagy méretű képe, olaj, vászonra festve, a Branimir Vasić munkája. A keresztelőmedencét és a szenteltvíztartót a helyi Marijan Ivan Čagalj faragta ki kőből. Három ablaka festett üveg, melyek Jézus és Mária szívét, valamint Szent Józsefet ábrázolják, Miroslav Klarić festőművész munkái. Az épületet 1986-ban klimatizálták.
- A régi Szent Rókus plébániatemploma, amint azt a bejárat feletti bevésett felirat is jelzi 1760-ban épült. Eredetileg kis pengefalú harangtornya volt. Az emeletes, piramisban záródó harangtorony 1879-ben épült, magassága 13 méter volt. A templomnak két oltára van. A Szent Rókus főoltár és a Rózsafüzér királynője mellékoltár. A templomot idővel a nedvesség súlyosan károsította, ezért az új templomot is építtető Guć plébános a régi belső vakolást és kőburkolatot leverette, a régi falmélyedéseket kinyittatta, a mennyezet régi fenyőborítását pedig lecseréltette. Ekkor magasították meg a harangtornyot is, mely ezután két emeletes, 23 méter magas lett. A tetőre visszakerültek az eredeti fedést biztosító kőlapok.
- A Jézus szíve kápolna a matkovići településrészen található. 1934-ben építették faragott kövekből. Hosszú ideig elhagyatott volt, ma már nem miséznek benne. Néhány éve újították fel, egy Jézus szíve szobor található benne.
- Matković településrésztől északra 556 méteres magasságban található a „Grad” nevű várrom, melynek központi részét a népi hagyomány Ivanova kulának, azaz Iván tornyának nevezi.[4] Hetvenszer hetven méteres négyszögletes alaprajzával egyedülálló a térség illír eredetű várai között, melyek többnyire ellipszoid alaprajzúak. Mintegy kétszáz méteres hosszúságban fennmaradt az egykori védőfal maradványa. A várat építésekor egy északra, a legmagasabb részen fekvő halomsírhoz építették hozzá, melyben régi temetkezések maradványait találták. Területén számos kerámiatöredék került elő. A korabeli lakosság a vár lábánál lakott, a várat pedig támadás esetén menedékhelyként használta. A vártól mintegy száz méterre nyugatra egy kisebb, mintegy tíz méter átmérőjű halomsír látható és délnyugatra is van még egy halomsír. A 2010-ben végzett újabb szondázásos feltárást követően a halomsírokat a korai vaskorra datálták.
- Donji Granići településrész felett 582 méteres magasságban is található több történelem előtti halomsír. A nagyobbak mérete mintegy negyvenszer húsz méter, magasságuk mintegy öt méter. Feltárásuk még nem történt meg, mára sajnos nagy részük megsemmisült. További halomsírok találhatók Trstenicától délnyugatra és északra, az Orljača-hegy nyugati lejtőin, Džaja településrészen a régi középkori úttól keletre, Sćurle településrésztől keletre, Matkovićtól délre a régi gyalogút mellett, Sedlotól délre a Čev-forrás felé, illetve a Bajina Pasika nevű helyen.
- Raos nevű településrészén található „Raosov bunar” (Raos kútja) a kulturális örökség része. A kút az L 67148 számú helyi út mentén, 556 m tengerszint feletti magasságban helyezkedik el. A 16. század elején épült, és a helyi lakossága építette ivóvízellátáshoz és az állatállomány itatásához, mely az élet alapvető előfeltétele volt. Közvetlen közelében egy második világháborús emlékmű áll. A kút sziklás terepen található, az időnként hulló esővíz és a talajvíz tölti meg. Körülbelül hét méter átmérőjű és négy - hat méter mély. A beomlás ellen kővel történt falazással védték meg. A kútnak lépcsői is vannak, amelyek szintén kőből készültek.[5] Hasonló négy, Bršćanovica elnevezésű kút is található a településen, melyet a környező Čagalji, Granići, Brstili és Džaje (Bartulovići) falucskák lakói építettek a 16. században. Csak két-három méterre vannak egymástól. Mindegyik kút egy-egy faluhoz tartozott. A kutak átmérője három-hat méter, mélységük körülbelül hét méter.[6]